# River Cray
River Cray är ett vattendrag i Storbritannien.   Det ligger i grevskapet Greater London och riksdelen England, i den sydöstra delen av landet, 23 km öster om huvudstaden London.